# زهرا بخشی
زهرا بخشی انگلیسی: zahra bakhshi(زاده ‎۲ تیر ۱۳۷۶ در تهران) بازیکن تیم ملی والیبال زنان ایران است. وی سابقه بازی در تیم‌های سایپا و نامی نو اصفهان و همچنین سومی در لیگ برتر ایران را نیز دارد. وی در پست لیبرو بازی می‌کند.

## افتخارات ورزشی
لیگ برتر والیبال کشور:
- سومی: لیگ ۱۳۹۷ (نامی نو اصفهان)[۶][۷][۸]